# Ieva Dainytė
Ieva Dainytė (* 24. Februar 2005 in Daugailiai, Rajongemeinde Utena) ist eine litauische Skilangläuferin.

## Werdegang
Ieva Dainytė macht Abitur am Gymnasium in Utena. 
Dainytė trat international erstmals bei den Junioren-Skiweltmeisterschaften 2021 in Vuokatti in Erscheinung. Dort errang sie den 77. Platz im Sprint, den 74. Platz über 5 km klassisch und den 17. Platz mit der Staffel. Ihre besten Platzierungen bei den Nordischen Skiweltmeisterschaften 2021 in Oberstdorf waren der 90. Platz über 10 km Freistil und der 17. Rang mit der Staffel. In der Saison 2021/22 belegte sie bei den Olympischen Winterspielen 2022 in Peking den 91. Platz über 10 km klassisch, den 86. Rang im Sprint sowie zusammen mit Eglė Savickaitė den 23. Platz im Teamsprint und bei den Junioren-Skiweltmeisterschaften 2022 in Lygna den 80. Platz im Sprint, den 73. Rang über 5 km klassisch sowie den 17. Platz mit der Staffel.

## Teilnahmen an Weltmeisterschaften und Olympischen Winterspielen

### Olympische Spiele
- 2022 Peking: 23. Platz Teamsprint klassisch, 86. Platz Sprint Freistil, 91. Platz 10 km klassisch

### Nordische Skiweltmeisterschaften
- 2021 Oberstdorf: 15. Platz Staffel, 26. Platz Teamsprint Freistil, 90. Platz 10 km Freistil, 97. Platz Sprint klassisch
- 2023 Planica: 23. Platz Teamsprint Freistil, 79. Platz Sprint klassisch, 82. Platz 10 km Freistil
- 2025 Trondheim: 19. Platz Staffel, 25. Platz Teamsprint klassisch, 74. Platz 10 km klassisch, 77. Platz Sprint Freistil